# Surnat

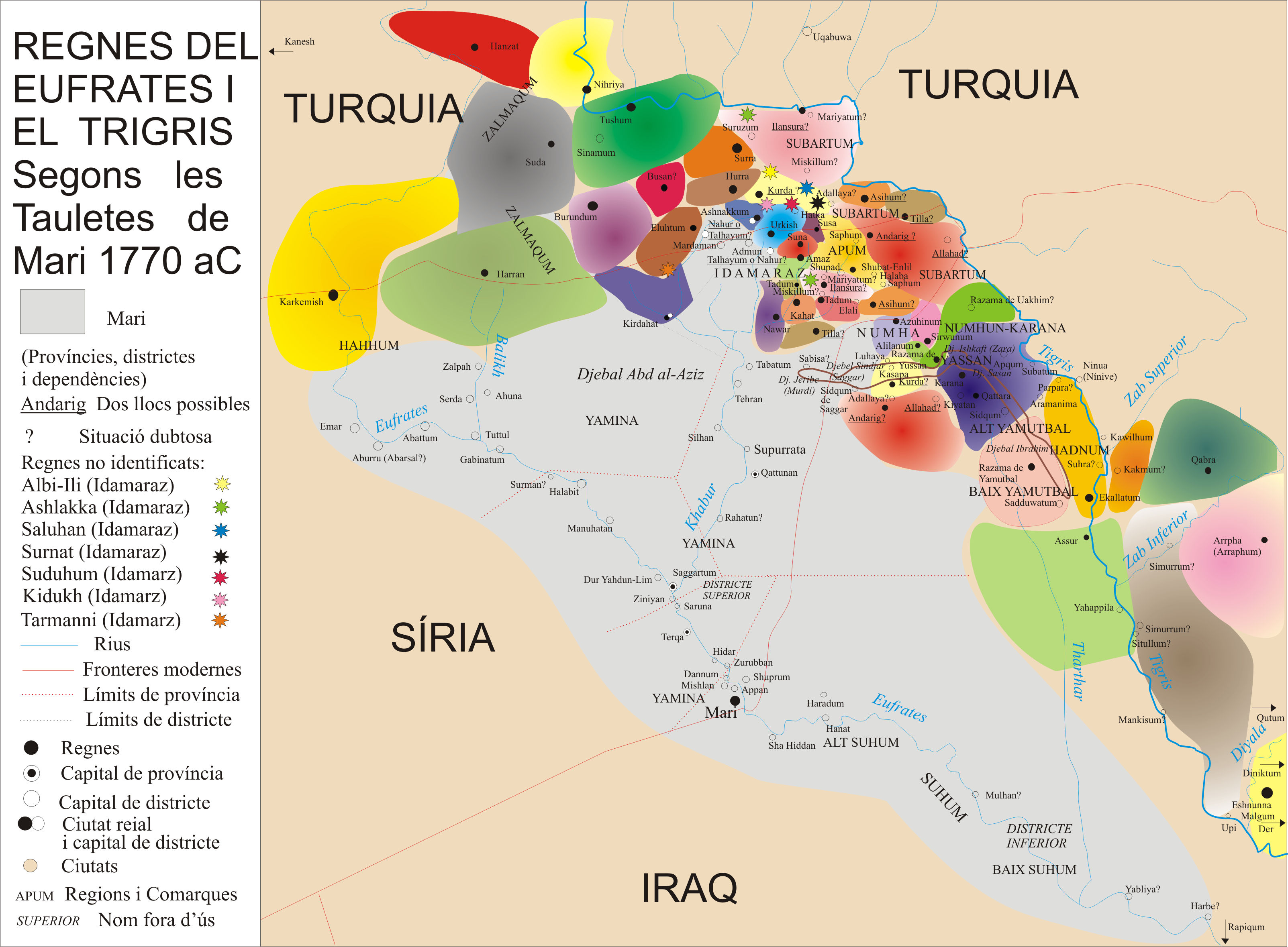
Mapa de Mari i els estats veïns

Surnat fou una ciutat estat i regne al centre de la regió d'Idamaraz, esmentat per les tauletes de Mari al segle XVIII aC. El seu rei era aleshores Zu-Hadni o Zu-Hadnim. La ciutat Surnat s'esmenta en un grup de poblacions que inclouen Lazabat, Azamhul, Kudimmar, i Nihru, totes properes una a l'altra, al centre de la regió. El rei d'Ilansura Haya-Sumu el va acusar d'haver col·laborat amb l'ocupació de Suhpad per Atamrum d'Allahad. Hammu-Rabi de Kurda va atacar la ciutat de Surnat contra la que va enviar una força de 2.000 homes.